# Доња Шуметлица
Доња Шуметлица је насељено место у саставу града Пакраца, у западној Славонији, Република Хрватска.

## Становништво
На попису становништва 2011. године, Доња Шуметлица је имала 6 становника.
| Националност       | 1991.       |
| Срби               | 57 (87,69%) |
| Хрвати             | 2 (3,07%)   |
| Југословени        | 5 (7,69%)   |
| остали и непознато | 1 (1,53%)   |
| Укупно             | 65          |